# Pasquale Croci
Pasquale Croci (Cantalupo, 14 giugno 1943 – ...) è stato un calciatore italiano, di ruolo difensore.

## Carriera
Per undici consecutive stagioni è stato il punto di riferimento nel reparto difensivo della Pro Patria. Esordisce in Serie B a Potenza il 24 ottobre 1965 nella partita Potenza-Pro Patria (0-0) ed arriva a sfiorare le trecento partite di campionato con la maglia dei bustocchi.

## Palmarès

### Club

#### Competizioni nazionali
- Serie D: 1

Pro Patria: 1974-1975